# 真鳥山城
真鳥山城（まとりやまじょう）は、埼玉県さいたま市桜区にあった日本の城。真鳥日向守城・真鳥城とも呼ばれる。

## 概要
旧浦和市の西部である現在のさいたま市桜区西堀にあった鎌倉時代の城址で、現在は日向不動堂となっている。やや隆起した地形と真鳥日向守城址と書かれた石碑が残る以外は遺構は少ない。
畠山重忠の家臣、真鳥日向守の城址であり、住居表示実施前までは付近の字名は日向だった。またここより西方に重忠の道場があり、現在も地名として道場が残る。

## アクセス
日向不動堂へは埼京線南与野駅西口から徒歩6分。

## 関連文献
- 「西堀村 眞鳥日向守城蹟」『新編武蔵風土記稿』 巻ノ155足立郡ノ21、内務省地理局、1884年6月。NDLJP:764001/20。